# Carmara subcervina
Carmara subcervina là một loài bướm đêm trong họ Noctuidae.